# 雨花台烈士陵园
雨花台烈士陵园，位于江苏省南京市城南的雨花台区，距离中华门约1公里，是雨花台風景区的主体部分。此处是一片丘陵地带，共有5个山岗，高约60米，长约1,000米，面积113公顷。

## 简介
民國时期这里曾经作为刑场，包括邓中夏在内的许多共产党员在此被处决。1940年，汪精卫政权成立后，亦有军统特工被杀于雨花台。抗日战争结束后，多名日本战犯在此被处决。中华人民共和国成立后的1950年，被辟为革命烈士陵园，广植树木，修建道路。1979年，在北殉难处建成高10米，长14米的烈士群雕。1984年在陵园南部兴建纪念馆，并在主峰峰顶建造高42米的纪念碑。1988年列入第三批全国重点文物保护单位。
2010年，雨花台烈士纪念馆陈设内容增设朱赤、华品章、韩宪元和高致嵩四位牺牲于抗日战争南京保卫战雨花之役的国民革命军将领。

## 被处决的日本战犯
下列为在雨花台伏法之二战日本战犯列表。
- 酒井隆：香港軍政廳最高長官
- 田中軍吉：日本侵華派遣軍第六師團中隊長
- 向井敏明：“百人斬”日本侵軍派遣軍第16師團九聯隊少尉
- 野田毅：“百人斬”日本侵軍派遣軍第16師團九聯隊少尉
- 谷壽夫：日本帝國時代陸軍中將，南京大屠殺的主要責任人
- 鹤丸光吉：日本帝國時代九州小倉憲兵隊隊員，南京大屠殺期間，對非軍事人員肆意屠殺

## 相关图片

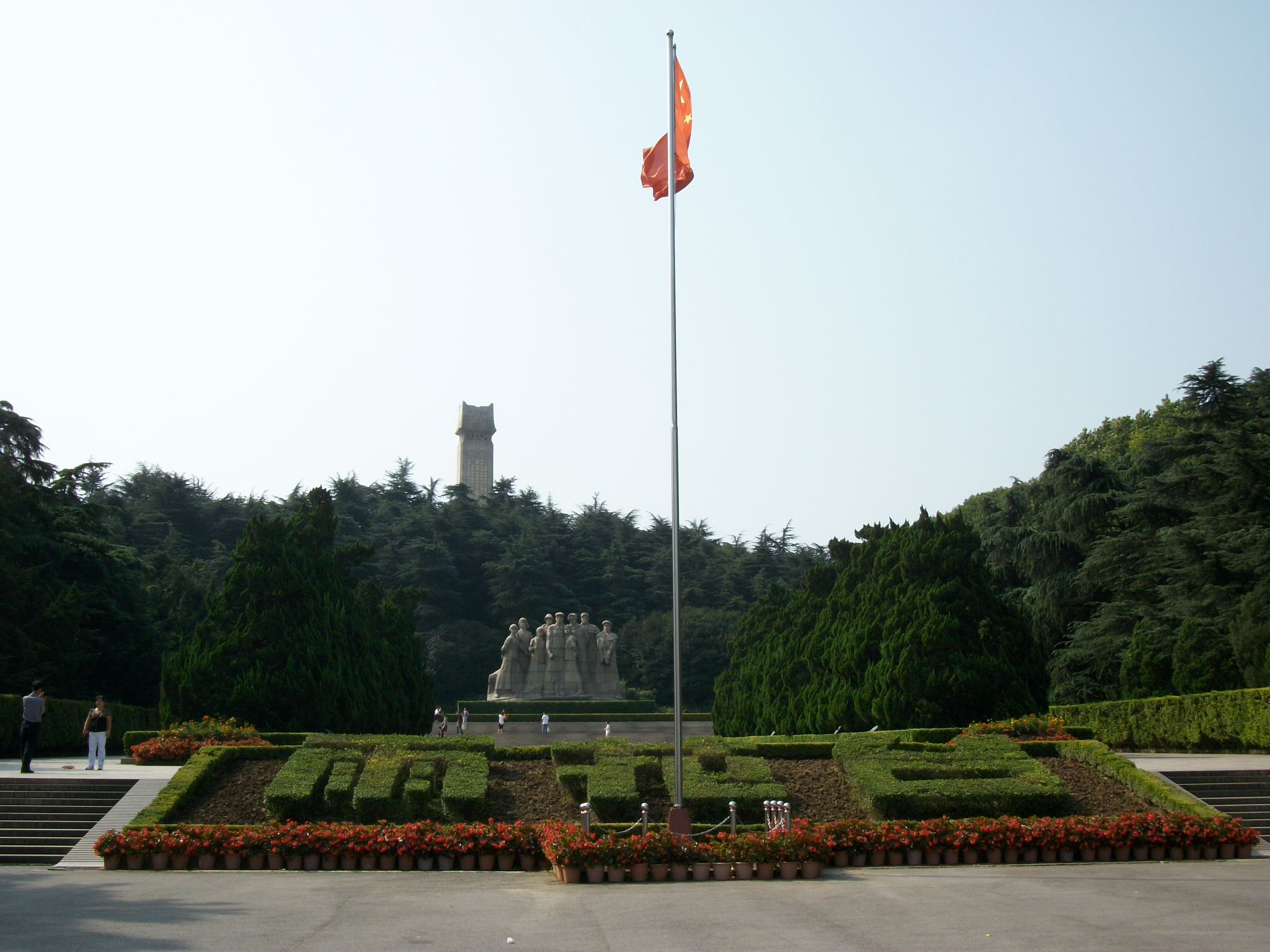
北大门
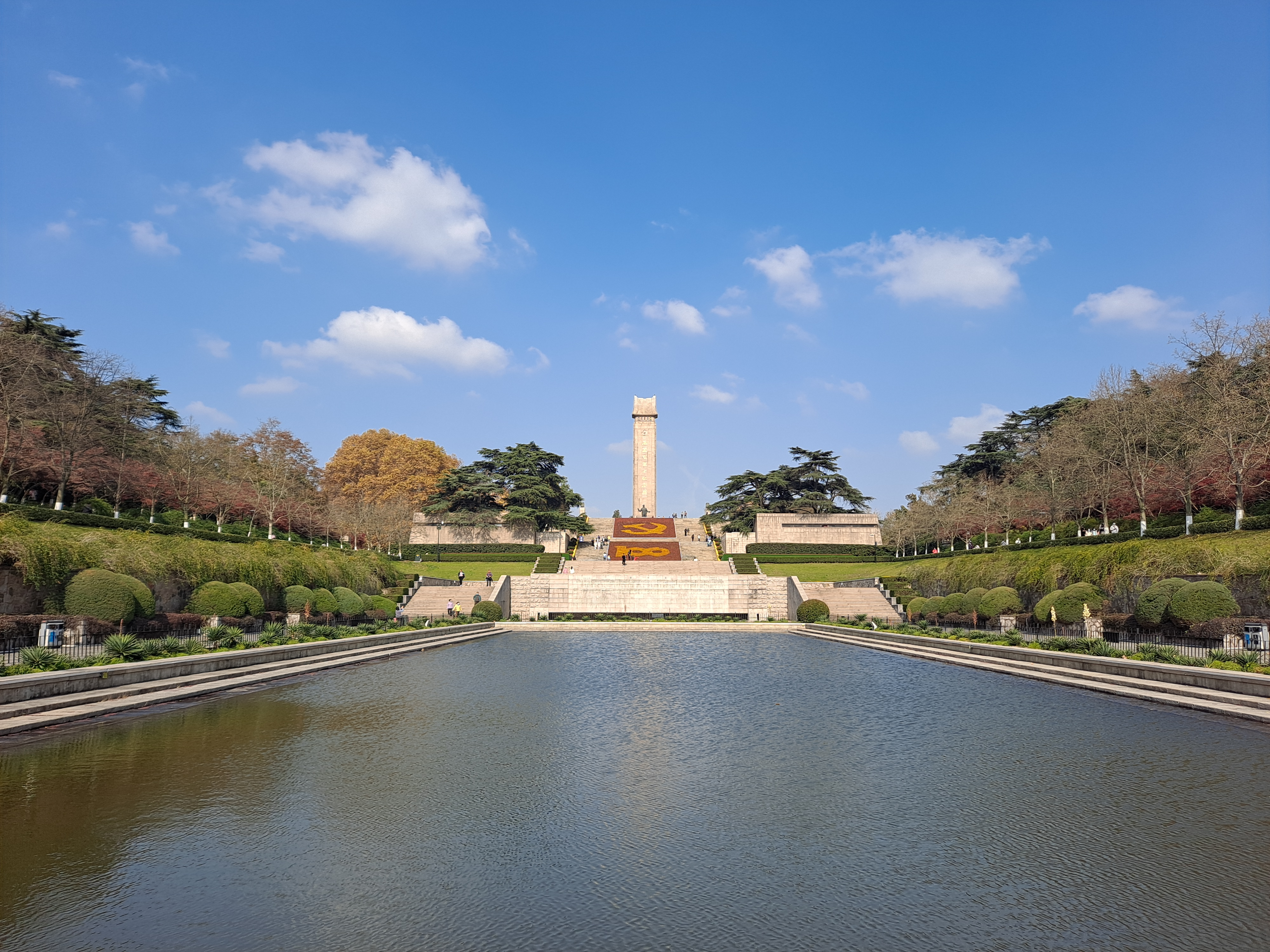
雨花台烈士纪念碑
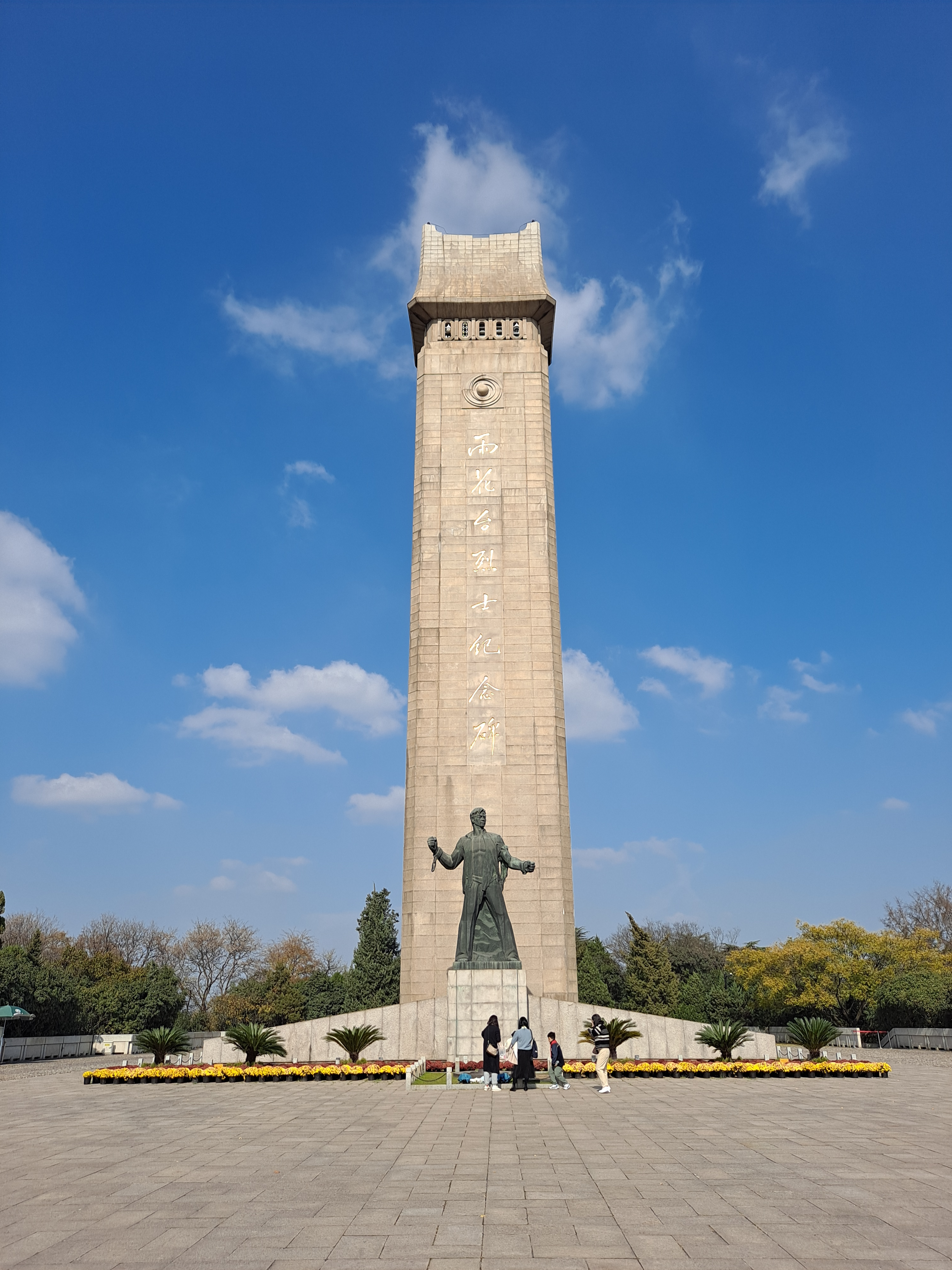
雨花台烈士纪念碑
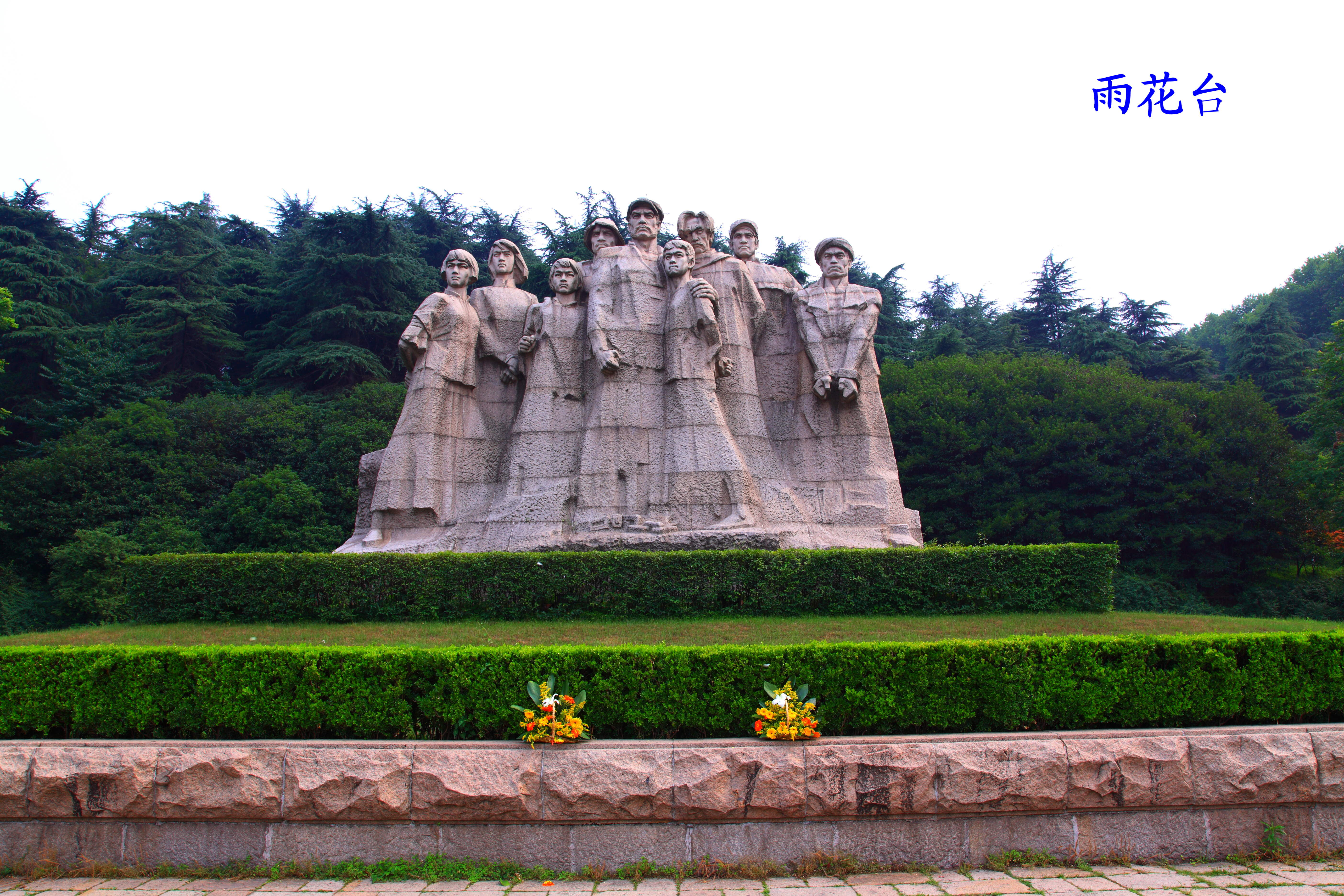
烈士群雕
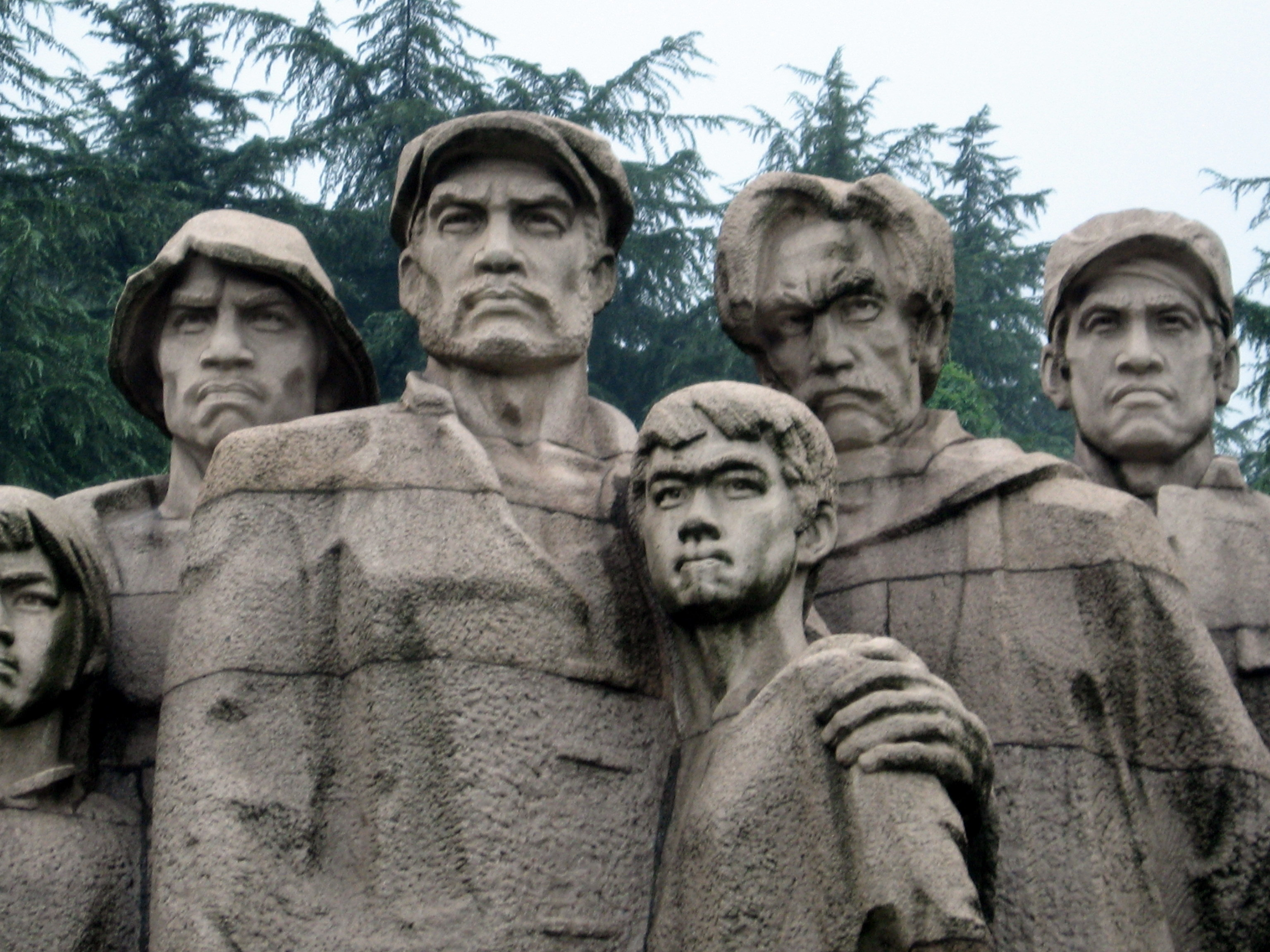
烈士群雕局部
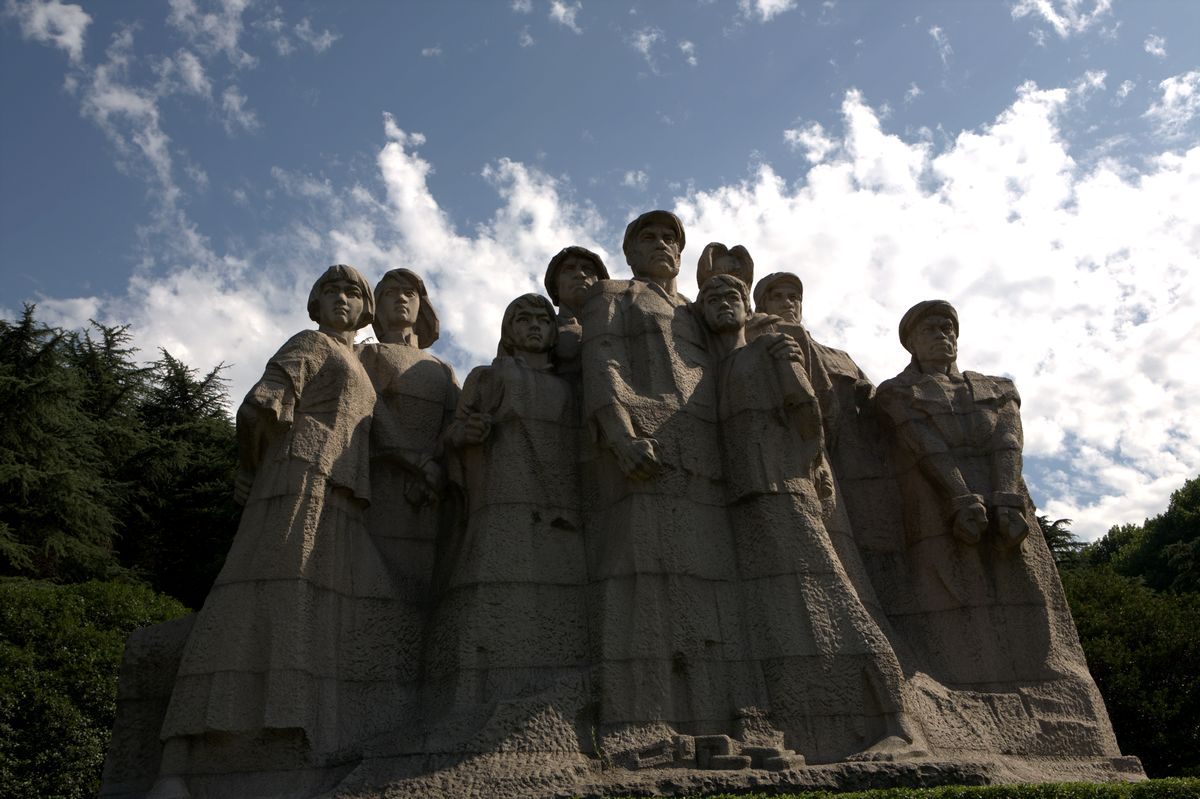
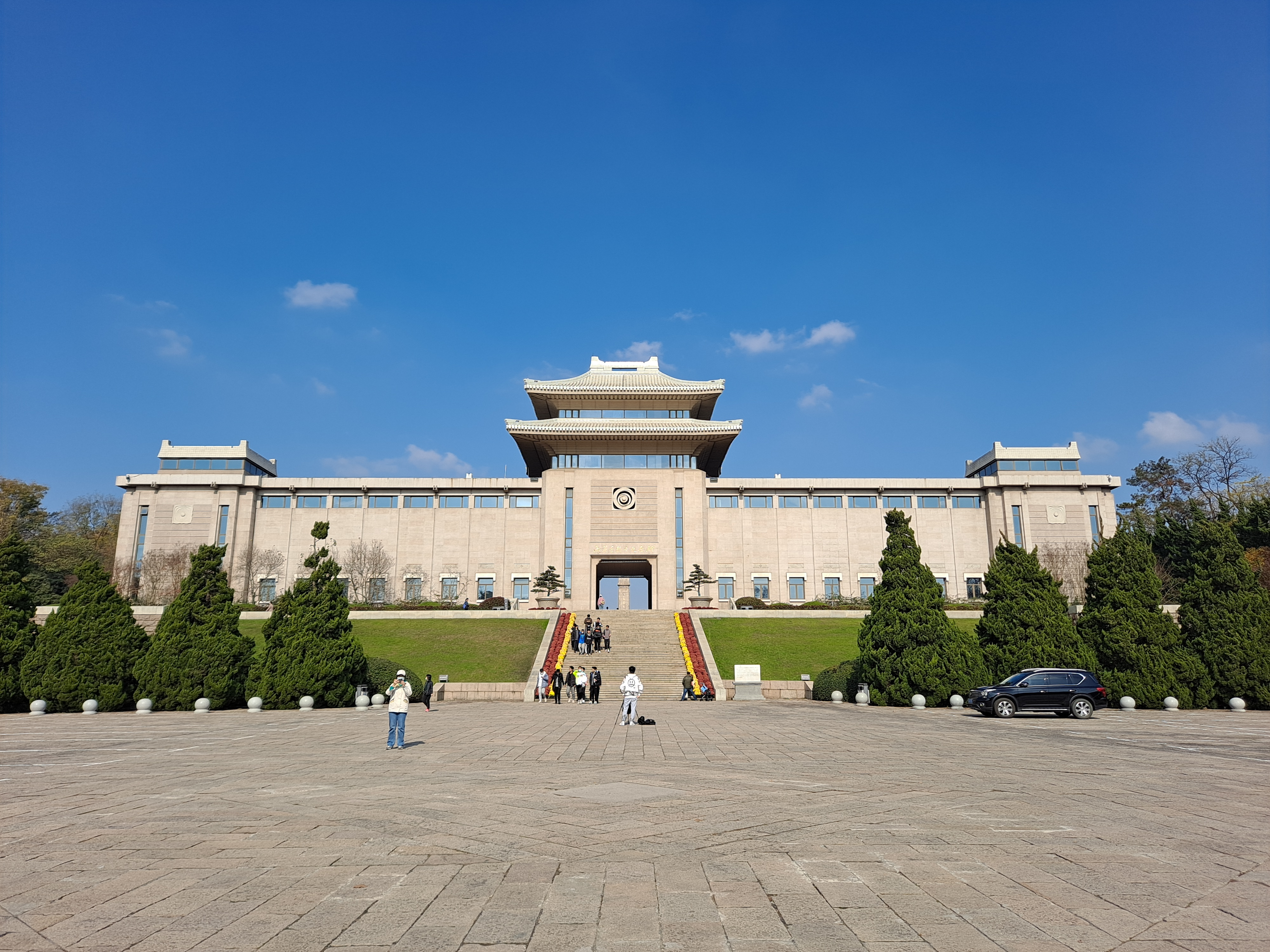
纪念馆
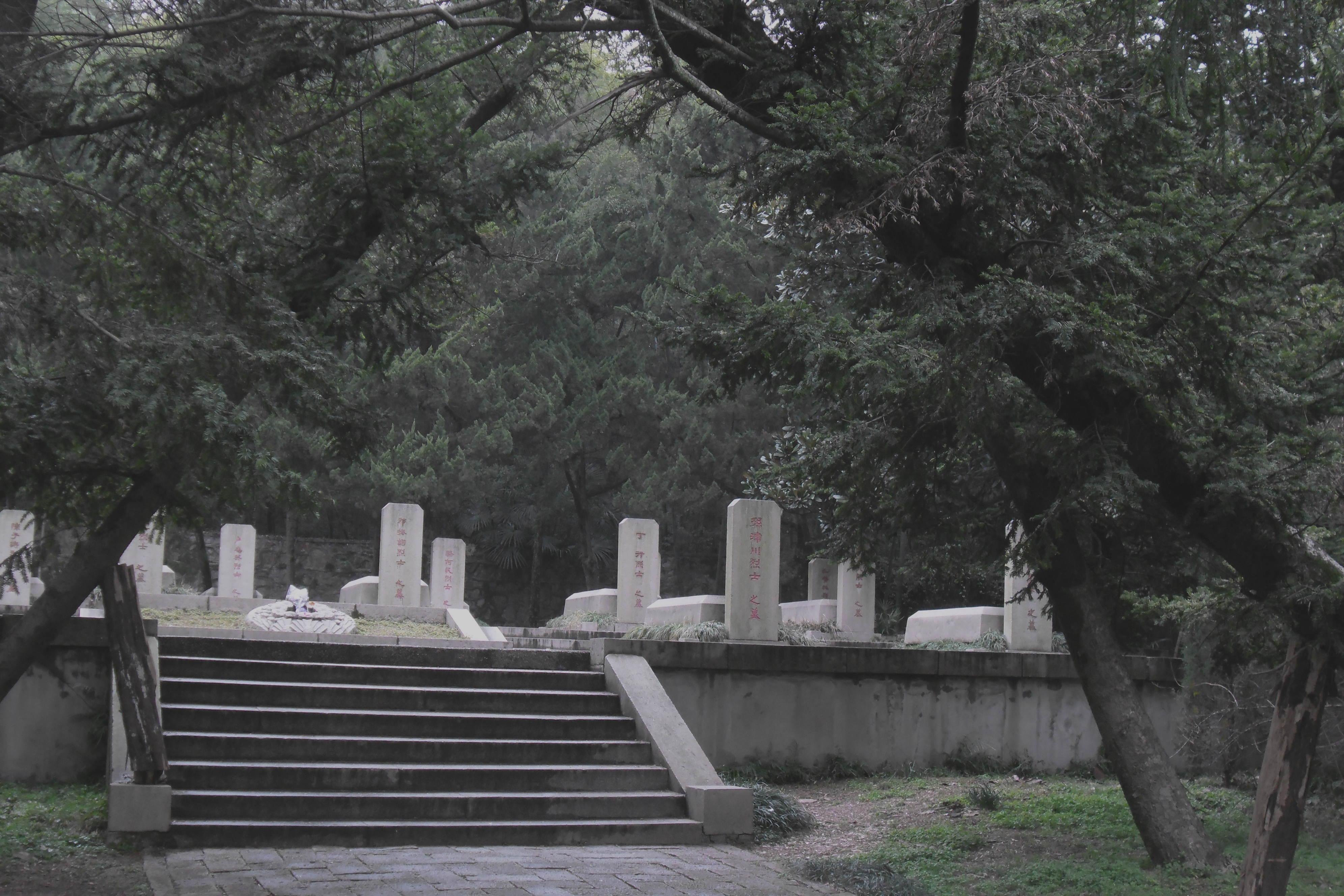
知名烈士墓
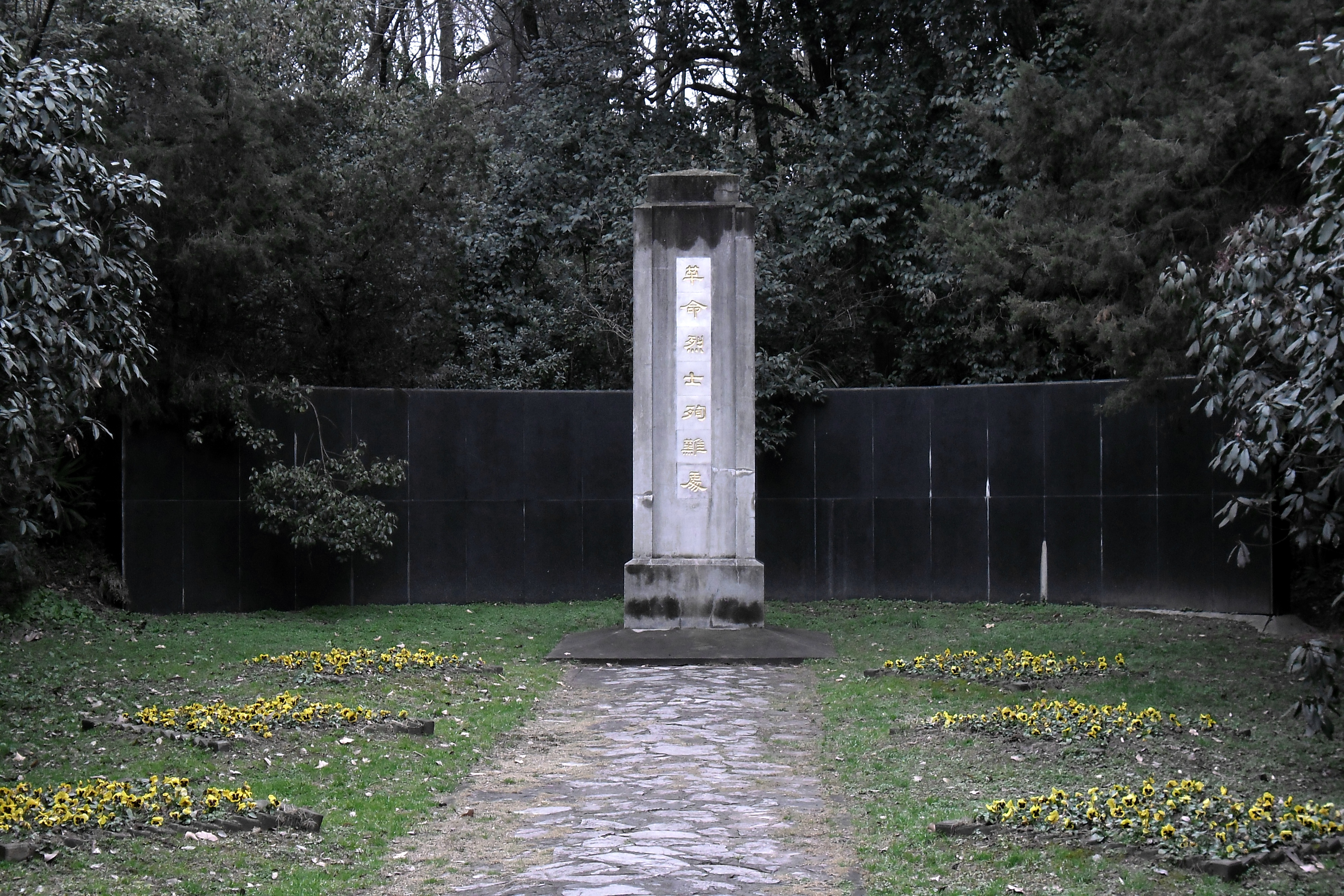
革命烈士殉难处
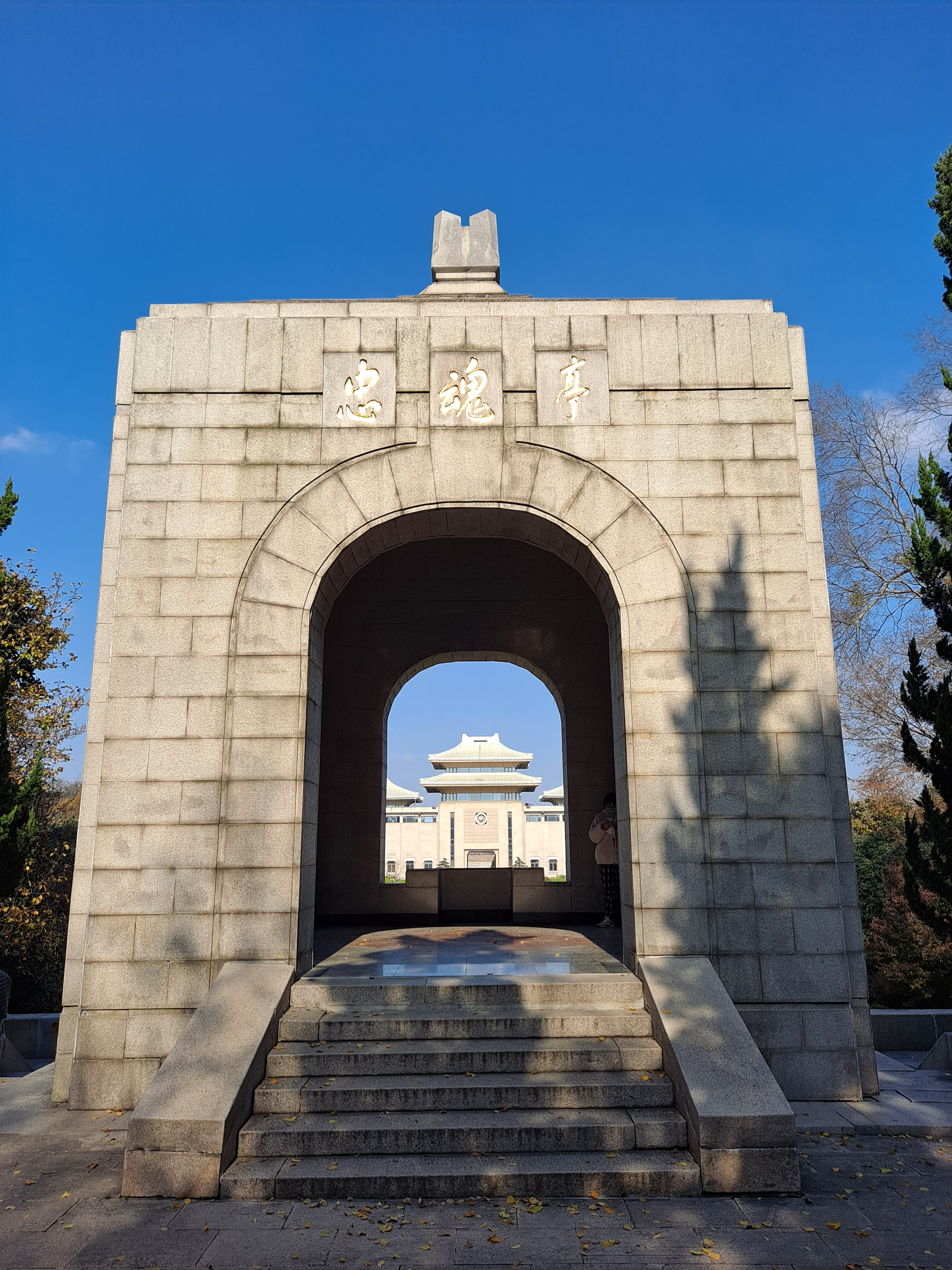
忠魂亭
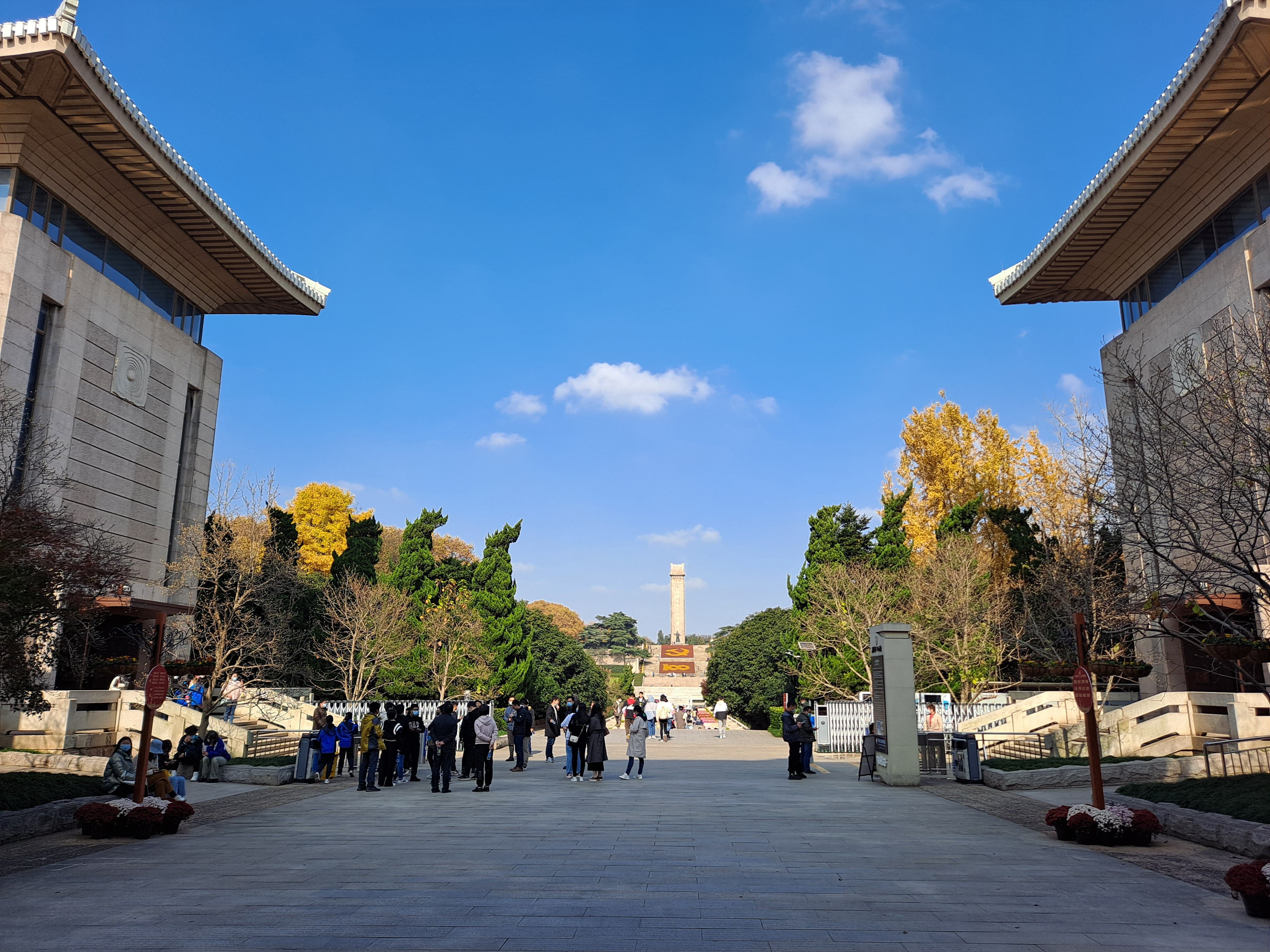
雨花台
南京雨花台